# Popești-Leordeni
Popești-Leordeni este un oraș în județul Ilfov, Muntenia, România. Localitatea se află în vecinătatea sud-estică a municipiului București, la ieșirea către Oltenița, fiind un oraș-satelit al Capitalei. Conform recensământului din anul 2011, Popești-Leordeni are o populație de 21.895 de locuitori, fiind al patrulea centru urban al județului Ilfov din punct de vedere demografic, după Voluntari, Pantelimon și Buftea. Așezarea este cunoscută drept locul unei vechi comunități de bulgari catolici.

## Geografie
Orașul Popești-Leordeni se află la sud-est de municipiul București, pe malul drept al râului Dâmbovița. De centrul capitalei îl despart 9 kilometri. Prin oraș trece șoseaua națională DN4, care leagă Bucureștiul de Oltenița. Șoseaua națională DN4 se intersectează, la limita sud-estică a orașului, cu șoseaua de centură a Bucureștiului.
Suprafața orașului este de 5.580 ha. Suprafața de intravilan este de 970 ha, în timp ce extravilanul ocupă 4.610 ha.

## Istorie
Popești-Leordeni este un oraș situat în județul Ilfov, România, format istoric prin unificarea a două sate distincte: Popești și Leordeni. Numele Popești derivă din cuvântul românesc popă, care înseamnă „preot” (înrudit cu „papă”), în timp ce numele Leordeni provine din leurdă, termenul românesc pentru „berbeci” sau Allium ursinum.
Satele Popești și Leordeni au fost atestate pentru prima dată în secolul al XVI-lea. Leordeni făcea parte din domeniul aparținând familiei Băleanu, o linie boierească munteană, în timp ce Popești se afla în pământurile strămoșești ale cronicarului Radu Popescu. Cea mai veche mențiune documentară a localității Popești datează din 1532, în legătură cu comemorarea morții lui Vlad Vodă prin înec în râul Dâmbovița.
Ulterior, Popeștiul a fost moștenit de nobilul fanariot Alexandru Conduratu, care l-a colonizat cu populații bulgare din vecinătatea orașului Nicopol și din Banat. Această localitate nou înființată a fost numită Popești-Conduratu sau Pavlicheni, denumire care face referire la „paulicieni”, termen folosit pentru a identifica comunitatea romano-catolică de origine bulgară, după strămoșii lor istorici.
În 1632, Sofica, fiica stolnicului Stoica de Sintești, a primit jumătate din Popești ca zestre la căsătoria sa cu boierul Gheorghe Caridi, cealaltă jumătate cumpărând-o mai târziu.
La sfârșitul secolului al XIX-lea, pe teritoriul actual al orașului erau organizate comunele Popești-Conduratu și Leurdeni, în plasa Dâmbovița a județului Ilfov. Comuna Popești-Conduratu era formată din două sate, Popești-Români și Popești-Pavlicheni, 810 locuitori, în majoritate bulgari romano-catolici, care trăiau în 154 de case. În comună funcționau o școală mixtă, o biserică ortodoxă și una catolică. Comuna Leurdeni era formată din satele Leurdeni-Români și Leurdeni-Sârbi, având 496 de locuitori. În comună funcționau o mașină de treierat cu aburi, o școală mixtă cu 8 elevi (din care 3 fete) și o biserică.
În anul 1873, cele două comune au fost unite sub numele de Popești-Leurdeni iar în 1925 comuna făcea parte din plasa Pantelimon a aceluiași județ și fiind compusă din satele Popești-Pavlicheni (reședința), Popești-Români, Leurdeni și cătunul Cula, având o populație totală de 2100 de locuitori.
În 1950, comuna Popești-Leordeni a fost arondată raionului N. Bălcescu din orașul republican București, iar în 1968, a devenit comună suburbană a municipiului București, toate satele ei fiind contopite într-unul singur. În 1981, a trecut la Sectorul Agricol Ilfov, subordonat municipiului București, sector devenit în 1997 județul Ilfov.
În epoca contemporană, Popești-Leordeni a cunoscut o creștere semnificativă ca suburbie a Bucureștiului, marcată de o dezvoltare substanțială începând cu anii 2010. Cu toate acestea, această extindere s-a confruntat cu critici privind planificarea urbană inadecvată și lipsa autorizațiilor de construire pentru numeroase construcții noi.

## Demografie
Componența etnică a orașului Popești-Leordeni
     Români (80,5%)
     Alte etnii (0,9%)
     Necunoscută (18,6%)
Componența confesională a orașului Popești-Leordeni
     Ortodocși (67,66%)
     Romano-catolici (7,15%)
     Atei (1,08%)
     Alte religii (3,44%)
     Necunoscută (20,68%)
Conform recensământului efectuat în 2021, populația orașului Popești-Leordeni se ridică la 53.434 de locuitori, în creștere față de recensământul anterior din 2011, când fuseseră înregistrați 21.895 de locuitori. Majoritatea locuitorilor sunt români (80,5%), iar pentru 18,6% nu se cunoaște apartenența etnică. Din punct de vedere confesional, majoritatea locuitorilor sunt ortodocși (67,66%), cu minorități de romano-catolici (7,15%) și atei (1,08%), iar pentru 20,68% nu se cunoaște apartenența confesională.

## Administrație
Orașul Popești-Leordeni este administrat de un primar și un consiliu local compus din 19 consilieri. Primarul, Petre Iacob[*], de la Partidul Social Democrat, este în funcție din 2012. Începând cu alegerile locale din 2024, consiliul local are următoarea componență pe partide politice:
|  | Partid                                  | Consilieri | Componența Consiliului | Componența Consiliului | Componența Consiliului | Componența Consiliului | Componența Consiliului | Componența Consiliului | Componența Consiliului | Componența Consiliului |
|  | --------------------------------------- | ---------- | ---------------------- | ---------------------- | ---------------------- | ---------------------- | ---------------------- | ---------------------- | ---------------------- | ---------------------- |
|  | Partidul Social Democrat                | 8          |                        |                        |                        |                        |                        |                        |                        |                        |
|  | Alianța pentru Unirea Românilor         | 4          |                        |                        |                        |                        |                        |                        |                        |                        |
|  | Alianța Dreapta Unită                   | 4          |                        |                        |                        |                        |                        |                        |                        |                        |
|  | Partidul Național Liberal               | 2          |                        |                        |                        |                        |                        |                        |                        |                        |
|  | Reînnoim Proiectul European al României | 1          |                        |                        |                        |                        |                        |                        |                        |                        |

În cadrul învățământului sunt înscriși 1650 de copii. În oraș se găsesc patru școli, șapte grădinițe dintre care trei particulare, o circă financiară (în localul Primăriei), un dispensar deservit de 6 medici și 2 stomatologi, două farmacii, policlinica „Medica-Popești”, un cămin de bătrâni (patronat de Institutul „Sf. Maria”), un cămin de copii orfani (patronat de fundația F.A.R.A.), biserici ortodoxe și catolice, și multe altele.
Orașul este format din trei sate, a căror toponimie se regăsește în numele boierilor care au trăit prin aceste locuri cu secole în urmă: Popești-Conduratu sau Pavlicheni, Popești-Români și Leordeni.
Orașul Popești-Leordeni are ca patroană și ocrotitoare pe Sf. Fecioară Maria, hram purtat și de principala biserică romano-catolică din oraș, iar în fiecare an, pe data de 8 septembrie (sărbătoarea Nașterii Sfintei Fecioare Maria) toți locuitorii țin sărbătoarea deosebit.

## Monumente istorice
Pe Lista monumentelor istorice din județul Ilfov există 22 de situri, cu valoare istorică diferită.
Opt obiective din orașul Popești-Leordeni sunt incluse în Lista monumentelor istorice din județul Ilfov ca monumente de interes local. Șase dintre ele sunt clasificate ca situri arheologice (între care ruinele conacului Costaforu), iar două ca monumente de arhitectură — ansamblul fostului conac Manu, datând din secolele al XVII-lea–al XIX-lea, cu pivnițele boltite și biserica „Sfinții Arhangheli Mihail și Gavriil”; și Biserica Vintilă Vodă din Popești-Leordeni, cu hramul „Sfânta Alexandrina” și „Sf.Ierarh Nicolae” din cartierul Popești-Români (construită în anul 1676).

## Personalități născute aici
- Hubert Petru Ștefan Thuma (n. 1973), politician;
- Răzvan Popescu (n. 1979), realizator de radio
- Alfred-Laurentiu-Antonio Mihai (n. 1981), politician;
- Valentin Alexandru (n. 1991), fotbalist.